# 矢毛石栄造
矢毛石 栄造（やけいし えいぞう、1895年1月7日 - 没年不明）は、日本の技術者。

## 来歴
熊本県に生まれる。
熊本県立玉名中学校、第五高等学校を経て、九州帝国大学工学部を卒業した。その後、八幡製鉄所に入所し、1933年化工課長となる。
1946年には自らタール製品工業会を立ち上げ、その後、日本タール協会と改組し専務理事を務めた。